# Bistum Maumere
Das Bistum Maumere (lat.: Dioecesis Maumerensis) ist eine in Indonesien gelegene römisch-katholische Diözese mit Sitz in Maumere.

## Geschichte
Das Bistum Maumere wurde am 14. Dezember 2005 durch Papst Benedikt XVI. mit der Apostolischen Konstitution Verbum glorificantes Dei aus Gebietsabtretungen des Erzbistums Ende errichtet und diesem als Suffraganbistum unterstellt.

## Bischöfe von Maumere
- Vincentius Sensi Potokota, 2005–2007, dann Erzbischof von Ende
- Girulfus Kherubim Pareira SVD, 2008–2018
- Ewaldus Martinus Sedu, seit 2018